# 安息香酸ナトリウムカフェイン
安息香酸ナトリウムカフェイン（あんそくこうさんナトリウムカフェイン）は、カフェインと安息香酸ナトリウムとの塩複合体。通称アンナカと呼ばれる。強心剤や鎮痛剤にも用いられ、眠気をとったり、頭痛を和らげる作用がある。薬効は主にカフェインによるものである。

## 概略
カフェインに安息香酸ナトリウムを加えて水に溶けやすくしたもの。白色の粉末で、においはなく、味はわずかに苦い。強心・興奮作用をもつ薬品として使われるほか、市販されていた栄養ドリンクや清涼飲料等にも混入されていた（現在は混入されていない）。

## 適応
適応は、眠気、倦怠感、頭痛などである。医療用の安息香酸ナトリウムカフェインは、粉末内服薬と注射剤（静注剤）しかない。

## 作用と効果
大脳皮質、呼吸中枢および血管運動中枢を興奮させ、眠気や疲労感を軽減し、頭痛を和らげる。通常、眠気、倦怠感、血管拡張性および脳圧亢進性頭痛（片頭痛、高血圧性頭痛、カフェイン禁断性頭痛など）の改善に使用される。
カフェインは中枢神経刺激作用により精神機能を亢進し、眠気、疲れ、倦怠感をやわらげる作用があり、脳の血流をよくして頭痛を抑える作用もあり、片頭痛、高血圧に伴う頭痛にも効果が認められている。

## 副作用
主な副作用として、振戦（手足のふるえ）、頻脈、期外収縮（動悸、胸痛など）、耳鳴、不眠、不穏などが報告されている。また、大量に飲むとカフェインの中毒作用で興奮、不眠、痙攣などを起こすことがある。